# Anton Nikiforov
Anton Alekseyevich Nikiforov (tiếng Nga: Антон Алексеевич Никифоров; sinh ngày 18 tháng 2 năm 1989) là một cầu thủ bóng đá người Nga. Anh thi đấu cho FC Murom.